# Hell Fest
Hell Fest es una película estadounidense del género slasher dirigida por Gregory Plotkin y escrita por Seth M. Sherwood, Blair Butler y Akela Cooper, desde una historia de William Penick, Christopher Sey y Stephen Susco. Es protagonizada por Amy Forsyth, Bex Taylor-Klaus, Reign Edwards y Tony Todd, y sigue a un grupo de jóvenes que son acechados por un asesino serial mientras visitan un carnaval de Halloween. Fue estrenada el 28 de septiembre de 2018, por Lionsgate y CBS Films.

## Reparto
- Amy Forsyth como Natalie.
- Reign Edwards como Brooke.
- Bex Taylor-Klaus como Taylor.
- Christian James como Quinn.
- Matt Mercurio como Asher.
- Roby Attal como Gavin.
- Tony Todd como The Barker.
- Michael Tourek como Guardia de Seguridad.
- Courtney Dietz como Britney.
- Elle Graham como La hija de El Otro.

## Argumento
En Hell Fest, un parque temático ambulante de terror, un hombre enmascarado conocido como "El Otro" mata a una joven cuando se separa de sus amigos en un laberinto. El Otro cuelga su cadáver en el laberinto para que se mezcle con los accesorios.
En la noche de Halloween, Natalie va al Hell Fest con su mejor amiga Brooke; Taylor, la compañera de cuarto de Brooke; sus novios Quinn y Asher; y su amigo Gavin, que está interesado en Natalie. Las chicas se encuentran con una mujer aterrorizada en uno de los laberintos del parque que intenta esconderse del Otro. Natalie, pensando que esto es parte de la experiencia del parque, señala su escondite. El Otro mata a la mujer frente a Natalie después de que Taylor y Brooke se van. Natalie cree que el asesinato parecía demasiado real para ser una atracción normal, y una vez que se reúne con el resto de su grupo se da cuenta de que el Otro los está acosando. El grupo descarta los temores de Natalie hasta que Brooke atrapa al Otro robando las fotos de Natalie y Gavin de un fotomatón.
Mientras el resto del grupo ingresa a otra área del parque, Gavin intenta robar un premio para Natalie cuando no puede ganar uno en un juego de carnaval. El Otro acorrala a Gavin y le aplasta el cráneo con un mazo. Debido a que Gavin todavía se ha ido, Natalie se va sola mientras el resto de sus amigos se juntan. El viaje se detiene y Natalie se acerca a un hombre que parece ser el Otro. Sin embargo, esto es parte del viaje, y el grupo descubre que los empleados del parque usan una máscara similar a la del Otro.
Un empleado del parque agarra a Taylor y se la lleva. El resto del grupo se divide para encontrarla, con las chicas yendo a un laberinto mientras los muchachos entran a otro. El Otro acorrala a Natalie en un laberinto, pero ella escapa. Asher se separa de Quinn, y es asesinado cuando el Otro lo apuñala en el ojo. Los amigos se reagrupan, pero no tienen mucho tiempo para pensar en la desaparición de Asher antes de que un empleado rocíe a Natalie con lodo. Ella va a un baño para limpiarse, donde el Otro usa el teléfono de Gavin para atraparla en un puesto. Natalie escapa e intenta advertir a la seguridad del parque sobre el Otro, pero un guardia de seguridad desestima el ataque como parte de la experiencia del parque.
Natalie, Brooke y Quinn descubren que Taylor se ofreció como voluntaria para participar en una atracción en la que una guillotina la decapitará frente a una audiencia en vivo. La seguridad del parque evita que Natalie detenga el espectáculo cuando reconoce las botas del Otro en el verdugo. La cuchilla parece caer sobre el cuello de Taylor, pero solo decapita un muñeco que se parece a ella. El Otro trata de matar a Taylor, todavía en la guillotina, cuando se queda solo con ella después del espectáculo. Taylor escapa cuando la cuchilla no le corta el cuello con el primer golpe. Ella se escapa, pero el Otro la alcanza, la mata y luego mata a Quinn cuando él trata de intervenir.
A medida que se produce el pánico en el parque, la seguridad restringe a un empleado del parque que confunden con el asesino. El Otro atrapa a Natalie y Brooke en un laberinto que confunden con la salida del parque. Las chicas están separadas, y el Otro acorrala a Brooke. Natalie salta por una puerta oculta y apuñala al Otro en el estómago antes de que pueda matar a Brooke. Mientras las chicas se dirigen hacia la salida del laberinto, la policía irrumpe en el laberinto para salvarlas y capturar al asesino. El Otro, sin embargo, se ha escapado y conduce para su hogar suburbano. Coloca su máscara y las fotos de Natalie y Gavin que robó en un gabinete con otras máscaras y lo que parecen ser trofeos de sus asesinatos anteriores. La joven hija del Otro se despierta para saludar a su padre, y él le da un animal de peluche del parque.

## Producción
Hell Fest comenzó su filmación en Atlanta, Georgia a finales de febrero de 2018, y concluyó el 13 de abril de 2018.

## Estreno
La película fue estrenada en Estados Unidos el 28 de septiembre de 2018.

## Recepción
Hell Fest ha recibido reseñas mixtas de parte de la crítica y de la audiencia. En Rotten Tomatoes, la película posee una aprobación de 40%, basada en 43 reseñas, con una calificación de 4.9/10, mientras que de parte de la audiencia tiene una aprobación de 46%, basada en 541 votos, con una calificación de 3.0/5.
Metacritic le ha dado a la película una puntuación de 25 de 100, basada en 10 reseñas, indicando "reseñas generalmente negativas". Las audiencias encuestadas por CinemaScore le han dado a la película una "C" en una escala de A+ a F, mientras que en el sitio IMDb los usuarios le han dado una calificación de 5.8/10, sobre la base de 2955 votos. En la página FilmAffinity tiene una calificación de 5.1/10, basada en 386 votos.